# Шатохин, Сергей Николаевич
Серге́й Никола́евич Шато́хин (укр. Сергі́й Микола́йович Шато́хін; 10 ноября 1976 — 7 декабря 2019) — украинский пожарный, руководитель отделения пожарно-спасательного отряда ГСЧС Украины по Одесской области, прапорщик службы гражданской защиты. Погиб вследствие травм полученных при спасении людей во время пожара в Институте морской биологии и Одесском колледже экономики, права и гостиннично-ресторанного бизнесе 4 декабря 2019. Герой Украины (2020, посмертно).

## Награды
- Звание «Герой Украины» и орден «Золотая Звезда» (25.01.2020, посмертно) — за героизм и самопожертвование, проявленные при спасении людей во время пожара[1]